# Än lever Adam
Än lever Adam är en amerikansk komedifilm i regi av Elliot Nugent som hade premiär 1942. Den bygger på pjäsen The Male Animal som spelades på Broadway 1940. Pjäsen var skriven av Nugent och James Thurber.

## Handling
Tre lärare på Midwestern University tvingas sluta sedan de misstänks för att vara kommunister. Tommy Turner ligger också illa till sedan han hamnat mitt i yttrandefrihetsdebatten och vill tillåta läsning av en kontroversiell dikt för sin klass. Samtidigt träffar hans fru på en gammal pojkvän och Tommy är rädd att förlora henne.

## Rollista
- Henry Fonda - Tommy Turner
- Olivia de Havilland - Ellen Turner
- Joan Leslie - Patricia Stanley
- Jack Carson - Joe Ferguson
- Eugene Pallette - Ed Keller
- Herbert Anderson - Michael Barnes
- Hattie McDaniel - Cleota
- Ivan F. Simpson - Frederick Damon
- Don DeFore - Wally Myers